# Ampleforth College

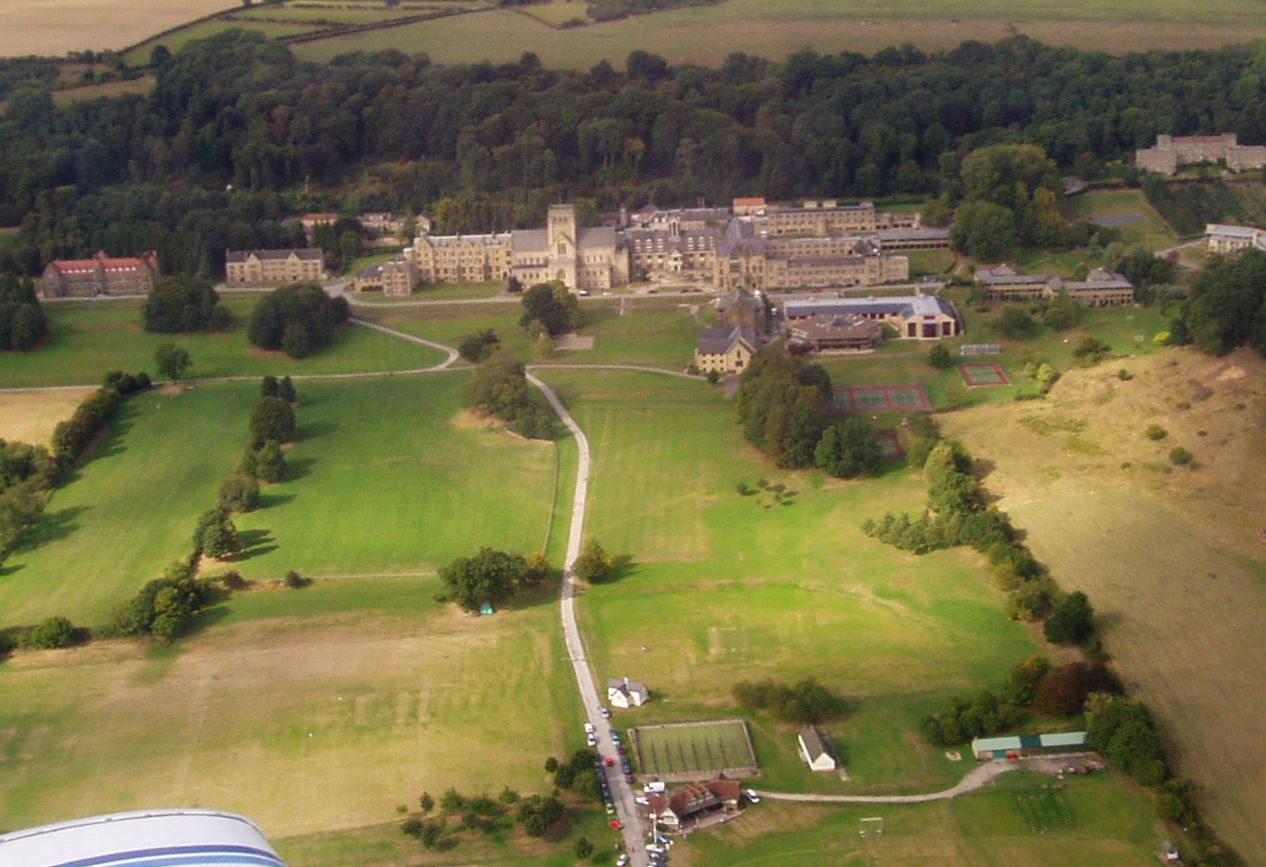
Ampleforth und das Tal

Ampleforth College ist ein privates Internat in Ampleforth, North Yorkshire, England. Es wurde 1802 von den Benediktinermönchen:1 des Klosters Ampleforth Abbey gegründet. Die Schule befindet sich in einem Tal mit Sportfeldern, Wäldern und Seen. Schüler können hier neben klassischen Sportarten wie Rugby und Cricket auch angeln und jagen. Auf der anderen Talseite befindet sich in Gilling Castle eine zugehörige Grundschule bis zur siebten Klasse.

## Geschichte

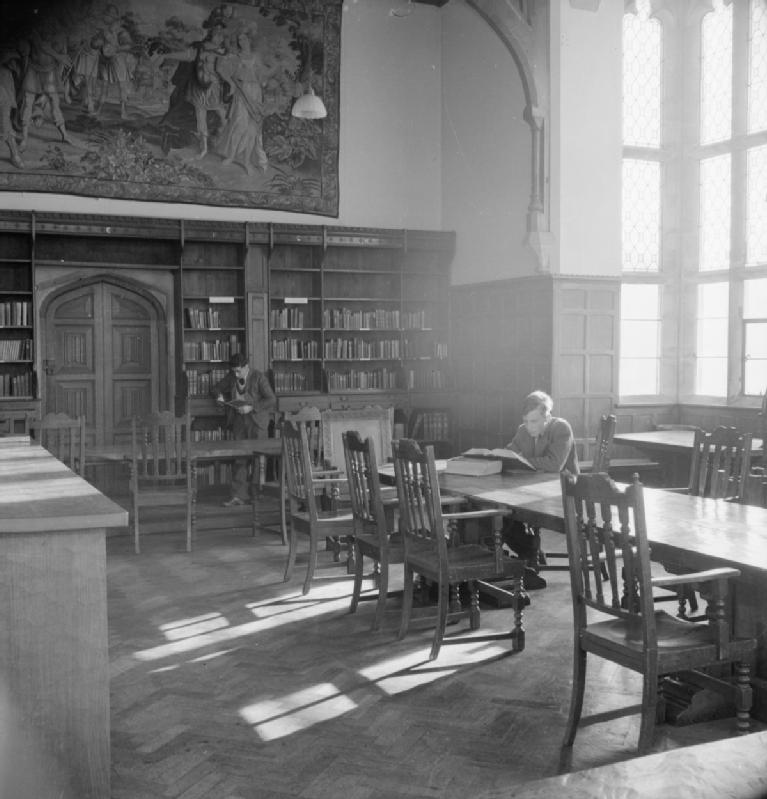
Schüler arbeiten in der Bibliothek, 1943

Ampleforth wurde 1802 von den Benediktinern der Ampleforth Abbey als kleine Schule für 70 Jungen gegründet. Formell wurde die Schule 1900 als römisch-katholisches Internat eingetragen. Nach und nach wurden mehrere Gebäude gebaut, darunter 1909 das Theater. 1922 wurde ein Kinoprojektor angeschafft; 1923 wurde elektrisches Licht installiert.
Die ersten Häuser wurden 1926 gegründet, um die wachsenden Schülerzahlen unterzubringen. 1929 erwarb Ampleforth Gilling Castle und eröffnete eine Grundschule. Gilling Castle Prep, der Grundschulteil des Colleges, und eine weitere Grundschule fusionierten 1992 zum St. Martin’s Ampleforth.
2002 wurden die ersten Mädchen in die Oberstufe aufgenommen. Das erste Mädchenhaus, St. Margaret’s, wurde 2004 eröffnet. Seit 2010 werden Mädchen in alle Jahrgänge aufgenommen und die Schule ist vollständig koedukativ.
Seit der Katholikenemanzipation hat Ampleforth einen besonderen Ruf im katholischen Adel; es wird als das „katholische Eton“ bezeichnet.

## Ausbildung

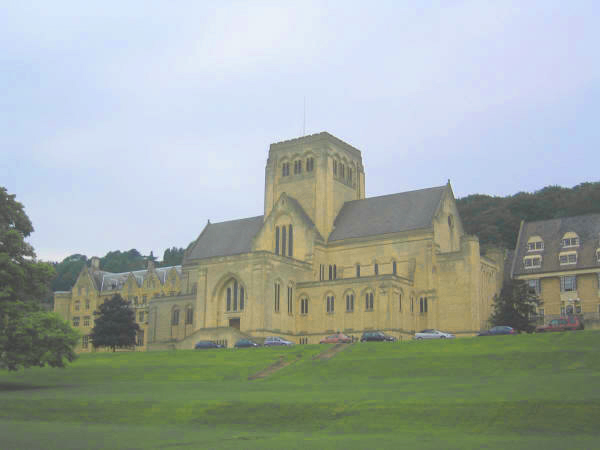
Ampleforth Abbey

Ampleforth gibt an, es biete Schülern neben akademischen, sportlichen und anderen Erfolgen auch einen „Kompass für das Leben“: moralische Prinzipien, die einen durch eine säkulare Welt leiten.
Der Good Schools Guide schrieb 2011, Ampleforth sei ein „stets gepflegtes und verständnisvolles katholisches Topinternat, das von Zeit zu Zeit unter seiner langen liberalen Tradition gelitten hat“; es gebe „heutzutage eine erfrischende Offenheit und Ehrlichkeit an diesem Ort“.
Der akademische Aufnahmeprozess ist nicht ganz so anspruchsvoll wie der einiger anderer englischer Public Schools. 2004 war Ampleforth auf Platz 6 der nationalen value added table. Nach Prüfungsergebnissen ist es üblicherweise zwischen Platz 150 und 200 aller englischer Schulen.
Mehr als 90 % der Schüler besuchen eine Universität; 5 % wird ein Platz in Oxford oder Cambridge angeboten. In Oxford ist die St. Benet’s Hall, die ebenfalls von Ampleforth Abbey unterhalten wird, besonders beliebt.

## Häuser

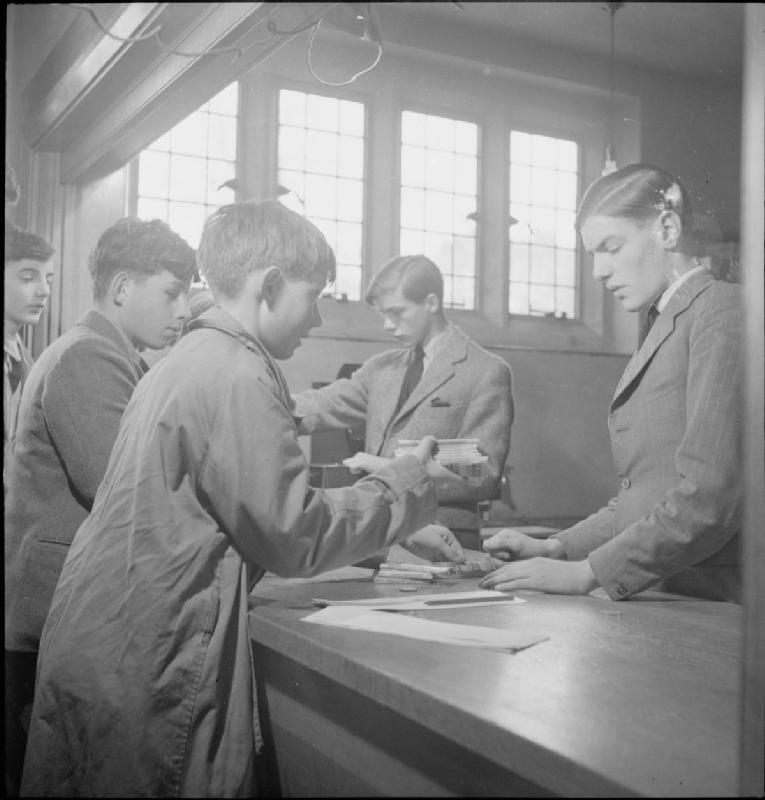
Schüler kaufen im Tuck Shop Süßigkeiten, 1943

Die Schule ist in zehn Häusern organisiert, in denen die Schüler in getrennten Gebäuden leben, essen und in Sportwettbewerben gegeneinander antreten. Alle Häuser sind nach britischen Heiligen benannt. Die Jungenhäuser sind St Cuthbert’s, St Dunstan’s, St Edward-Wilfrid’s (seit September 2018 Junior House, ursprünglich zwei Häuser), St Hugh’s, St John’s, St Oswald’s und St Thomas’s. Die Mädchenhäuser sind St Aidan’s, St Bede’s und St Margaret’s.

## Kontroversen

### Preisabsprache
Im September 2005 kam heraus, dass die 50 führenden Privatschulen in einem Preiskartell ihre Preise abgesprochen hatten. Die Strafe hierfür betrug £10.000, und drei Millionen Pfund wurden einer Stiftung gezahlt, die Schülern hilft, die unter den hohen Preisen leiden mussten.

### Sexueller Missbrauch
Mehrere Jahrzehnte lang haben einige Mönche und weltliche Lehrer Schüler sexuell belästigt oder missbraucht. 2005 gestand Father Piers Grant-Ferris 20 Fälle des Kindesmissbrauchs. Die Yorkshire Post meldete 2005: „Schüler einer führenden katholischen Schule erlitten Jahrzehnte der Misshandlung von mindestens sechs Pädophilen, nachdem der frühere Abt Basil Hume am Anfang des Skandals entschied, die Polizei nicht zu alarmieren.“ Nachträglich entschuldigte Abt Cuthbert Madden sich „von Herzen“ bei den Opfern.
Daraufhin führte die Schule neue Sicherheitsregeln ein, die oft als unangebracht bezeichnet wurden. Fr Madden trat 2016 zurück, kurz nachdem vier ehemalige Schüler eine Inspektion veranlasst hatten.
Weitere Änderungen erschienen nicht erforderlich.
Die 2014 gegründete IICSA (Independent Inquiry into Child Sexual Abuse) stellte 2018 Nachforschungen in der Englischen Benediktinerkongregation an, zu der auch Ampleforth College und Downside School gehören. Zehn Personen an zwei Schulen wurden wegen Missbrauchs verurteilt. Laut dem Bericht gab es Fälle über 40 Jahre, die von den Schulen vertuscht worden waren.

### Inspektionen
2018 musste die Schule nach einer Inspektion die Internatsverpflegung verbessern. Vorher war den Treuhändern wegen Sicherheitsbedenken die Sicherheitsverantwortung entzogen worden und der Rektor wurde entlassen.
Im Juli 2019 trat die neue Rektorin nach zehn Monaten im Amt zurück, da die Schule die von den Inspektoren erwarteten Fortschritte in Sachen Sicherheit, Benehmen und Mobbing nicht erreichen konnte.
Seit 2019 ist Robin Dyer Rektor.

## Ehemalige Schüler
Die ehemaligen Schüler sind als Old Amplefordians organisiert. Darunter sind oder waren:
- Rupert Everett (* 1959), Schauspieler
- David Stirling (1915–1990), Offizier
- Peter Bergen (* 1962), Journalist
- Vincent Cronin (1924–2011), Autor
- Julian Fellowes (Schauspieler und Autor)
- Antony Gormley (Bildhauer)
- John Micklethwait (Journalist)
- Red Morris, 4. Baron Killanin (Filmproduzent)
- Paul Morrissey (Filmregisseur)
- James Norton (Schauspieler)
- Joe Simpson (Bergsteiger)
- Roderic O’Conor (Maler)
- Piers Paul Read
- Julian Wadham
- Michael Ancram
- Dominic Asquith
- Julian Asquith, 2. Earl of Oxford and Asquith
- Raymond Asquith, 3. Earl of Oxford and Asquith
- Anthony Bamford, Baron Bamford
- Andrew Bertie
- Richard Bertie, 14. Earl of Lindsey
- John Burnett, Baron Burnett
- Alexander Fermor-Hesketh, 3. Baron Hesketh
- Matthew Festing
- Edward Fitzalan-Howard, 18. Duke of Norfolk
- Miles Fitzalan-Howard, 17. Duke of Norfolk
- David Hennessy, 3. Baron Windlesham
- Peter Kerr, 12. Marquess of Lothian
- Jean (Luxemburg)
- Letsie III.
- Moshoeshoe II.
- William Peel, 3. Earl Peel
- Michael Nolan, Baron Nolan
- John Home Robertson
- Charles Stourton, 26. Baron Mowbray
- Simon Fraser, 15. Lord Lovat
- David Stirling
- William Dalrymple (Schriftsteller)
- Fred Halliday
- Gabriel Turville-Petre
- Henry Wansbrough
- Ambrose Griffiths
- Basil Hume
- John Polidori
- Christopher Bartle
- Johnny Dumfries
- Lawrence Dallaglio